# Sunčchon (Severní Korea)
Sunčchon (korejsky 순천시 – Sunčchŏn si) je město v provincii Jižní Pchjongan v Severní Koreji. K roku 2008 v něm žilo bezmála 300 tisíc obyvatel.

## Poloha
Přes Sunčchon protéká řeka Tedong.

## Doprava
Sunčchon je železniční uzel Korejských státních drah. Prochází přes něj železniční trať Pchjongjang – Rason, která spojuje hlavní město Pchjongjang s Rasonem, důležitým přístavem poblíž hranic s Čínskou lidovou republikou a Ruskou federací. A začíná zde železniční trať Sunčchŏn – Manpcho vedoucí přímo na sever do Manpcho ležícího u čínsko-korejské hranice.

## Dějiny
Během korejské války došlo v roce 1951 k letecké bitvě nad Sunčchonem, které se účastnily desítky letadel a která potvrdila zastaralost letounů Gloster Meteor Australského královského letectva proti novým migům MiG-15 provozovaným Vojskem protivzdušné obrany SSSR, jehož letadla zde ovšem bojovala oficiálně maskovaná jako součást Letectva Čínské lidové republiky.